# Hyperion (sequoia)
Hyperion é uma sequoia e a árvore mais alta da Terra, medindo 115 metros de altura.
Hyperion foi descoberto em 8 de Setembro de 2006 pelos naturalistas Chris Atkins e Michael Taylor. A árvore foi verificada, com 115,55 metros de altura de pé, por Stephen Sillett. Ela foi encontrada em uma área remota do Parque Nacional de Redwood, norte de San Francisco, comprada em 1978, durante o administração de Carter. A localização exata da árvore não foi revelada ao público por medo de que o tráfego humano possa romper o ecossistema em volta da árvore.  Estima-se que a árvore contenha 530 m³ (18 700 pés cúbicos) de madeira.
Estima-se que esta sequóia gigante tenha entre 600 e 800 anos, e que poderá continuar a somar anos e metros de altura.
Investigadores declararam que pica-paus causaram danos no topo e impediram a árvore de chegar a 380 pés (115,82 metros).
sendo assim a maior arvore já vista do mundo.